# Hold My Home
Albums de Cold War Kids
Dear Miss Lonelyhearts
(2013) L.A. Divine
(2017)
Singles
1. All This Could Be Yours
Sortie : 15 juillet 2014

Hold My Home est le cinquième album studio du groupe américain de rock indépendant Cold War Kids publié le 21 octobre 2014 aux États-Unis et le 9 mars 2015 au Royaume-Uni par Downtown Records.

## Liste des chansons
Toute la musique est composée par Cold War Kids.
| No  | Titre                   | Durée |
| --- | ----------------------- | ----- |
| 1.  | All This Could Be Yours | 3:08  |
| 2.  | First                   | 3:21  |
| 3.  | Hot Coals               | 3:29  |
| 4.  | Drive Desperate         | 4:10  |
| 5.  | Hotel Anywhere          | 3:11  |
| 6.  | Go Quietly              | 3:51  |
| 7.  | Nights & Weekends       | 2:55  |
| 8.  | Hold My Home            | 2:50  |
| 9.  | Flower Drum Song        | 3:37  |
| 10. | Harold Bloom            | 4:13  |
| 11. | Hear My Baby Call       | 4:49  |